# 刃物を持たない運動
刃物を持たない運動（はものをもたないうんどう）は、1960年（昭和35年）末から1年間に渡って、日本全国で繰り広げられた社会運動。主として青少年が、不必要な刃物類を持ち歩かないようにすることを目的としたもので、刃物を使った少年犯罪が年々増加していたことが契機となり、総理府の附属機関である中央青少年問題協議会が中心となって展開された。青少年による刃物を使った犯罪を減少させ、鉛筆削り器の普及に寄与すると同時に、刃物製造業者に大きな打撃を与えた。

## 運動開始の経緯

### 運動開始の背景
当時の日本では少年犯罪が1955年（昭和30年）以降毎年増加を続ける状況にあり、運動前年の1959年（昭和34年）には少年による凶悪犯・粗暴犯（強姦、暴行、脅迫、傷害、強盗、恐喝等）が1947年（昭和22年）の6,540人から、8倍の50,532人に激増した。1960年（昭和35年）8月の全国調査では、こうした少年の暴力的犯罪の3,246件のうち677件（約21パーセント）は刃物類・鉄砲・火薬・劇毒物などによって犯されていることが判明している。また、1959年（昭和34年）に発生した刃物による犯罪11,810件（成人含む）のうち、92パーセントは凶悪犯・粗暴犯であった。
こうした状況から不必要な刃物を少年に携帯させないようにする必要があると考えられたが、少年犯罪の多くで使用される刃物は、銃刀法に抵触しない刃渡り5.5センチ以下の飛び出しナイフ・ポケットナイフであったために、法規制や注意・助言を講じる補導などでも限界があった。そうした中、警視庁では昭和34年度の非行防止のための特別施策として、東京都中野区で青少年の健全育成のための地区活動を実施。更にその後、運動の成果を持続するため、「子供に刃物を持たせるな、子供は刃物を持たない運動」を青少年対策特別推進運動として1960年（昭和35年）8月から実施した。
10月12日、中央青少年問題協議会は山梨県甲府市で関東甲信越ブロック会議を実施。兇器を持たせない運動を、全国的な運動として展開することを決議した。更に、偶然その日には、東京都千代田区の日比谷公会堂で、日本社会党の浅沼稲次郎が少年に刺殺される事件（浅沼稲次郎暗殺事件）が発生し、刃物類と少年犯罪との関連性が世間の関心を一層集めることとなった。10月17日、警察庁でも「少年の健全育成のためには、刃物対策を一層強化する必要を痛感」し、管区警察局公安部長会議により、運動の具体的な活動方針を協議した。ここでは、不必要に刃物を持ち歩かないための風潮を高めるためとして、以下のような具体策が定められた。
また警察としては、少年補導や職務質問を強化、刀剣や銃砲等の所持を希望する者に登録や許可の手続きを指導、正当な理由で刃物を携帯する際の方法への指導を行っていくとした。そして警察の積極的な協力呼びかけによって、11月7日には中央青少年問題協議会が首相官邸で開いた委員会で、「刃物を持たない運動」を全国的な規模の運動に発展させることを決定、11月12日に各方面へ協力要請を行った。

### 運動を開始
11月1日、まず神奈川県と福島県が運動の実施を開始。11月10日に滋賀県、11月21日に京都府と福井県、11月25日から奈良県、11月28日から東京都ほか7県、その他の道府県は12月から実施を始めた。
警察庁保安局は11月25日に八大都道府県防犯部長会議会議を開き、「刃物を持たない運動」を青少年問題協議会、婦人会、PTAと協力して国民運動として盛り上げ、人命を尊ぶ風潮を作るため一年中運動を続けることを申し合わせたほか、「刃物業者に呼びかけ、少年には刃物を売らないようにする」「テレビ、映画などに対し、刃物で殺傷する場面などは自粛するよう申し入れる」「鉄砲刀剣類の供出運動を強力に行い凶器となる物の追放をはかる」ことを決めた。
11月28日から東京都では、「刃物を持たない運動」は警視庁秋の防犯運動として、12月4日までの予定で開始された。同日午前10時には東京防犯協会連合会が内閣、映倫管理委員会などの関係官庁及び機関に要望書を提出し、「飛出しナイフの製造、販売、所持を全面的に中止してもらいたい」「テレビ、映画、演劇、出版物などの製作、輸入、放送、出版、販売については残酷な殺傷シーンなどを露骨に扱ったものを避けてほしい」旨を要望した。また同日午前9時から午後9時には都内全署で刃物所持を重点とした街頭補導を実施し、正午の時点で10人が補導されている。
12月1日に、東京都青少年問題協議会は「刃物を持たない運動推進本部」を設置。12月4日に「刃物を持たない運動」は一旦終了したが、そののちもこの推進本部を中心に組織的な運動を1年間継続していくとされた。

## 運動の内容
「刃物を持たない運動」はマスコミの協力も得て展開され、新聞、ラジオ、テレビなどでは運動の目的、趣旨、必要性などを運動期間前に紹介し、期間中には連日、運動に関する記事や話題を大きく取り上げた。マスコミは「世論の喚起に大きな役割を果した」とされる。東京都が1961年（昭和36年）6月に行った調査では、都民の97パーセントが「刃物を持たない運動」を「知っている」と回答している。

### 刃物の供出
東京都の駒込警察署管内の金物業者や一般家庭は、11月20日に署が管内の母の会、防犯協会などの役員や金物業者を集め「刃物を持たない運動」への協力を依頼したことを受け、28日に金物商の一人が飛び出しナイフ6本を防犯少年係に提出したことをきっかけに、金物業者6店からジャック・ナイフ、飛び出しナイフなど16本が届け出られた。また母の会の呼び掛けにより、一般家庭でも刃渡り60センチの日本刀、匕首、ナイフなど約100本が集められ、署へ届け出された。
神田警察署管内では、婦人部の役員約100名が「少年補導には、できるだけ参加しよう。当面不必要な刃物類を町から供出しよう」と決議し、運動期間中は町内の各家庭を巡回して供出運動を展開。匕首や飛び出しナイフ等の刃物類491点を供出し、警察へと提出している。
警視庁の「刃物を持たない運動」推進本部は、12月1日の時点で320点の刃物の届け出を受け、内5.2センチの飛び出しナイフ1本とナイフ3本、空気銃1挺を押収した。多くは「危いから…」と家庭などから持ち込まれたもので、内訳は鉄砲27挺（短銃14挺、その他13挺）、日本刀を含む刃物293本（刀剣58本、匕首50本、飛び出しナイフ39本、その他146本）。また、大森警察署でも同日までに刃物や鉄砲など、約30点の届出があった。大田区の工場長で、少年工ら工員の刃物を自ら回収して届け出し、工場内に「刃物及び鉄砲の所持を禁止する。この種のものを買わないように」と掲示した者もいた。
12月5日までに、都内の署では約5839点が自発的に提出され、内訳は日本刀535点、匕首及びその類似物854点、飛び出しナイフ563点、その他の刃物3689点、拳銃など198点だった。
また、1961年（昭和36年）1月21日までには、警視庁防犯部では「刃物点検簿」を2月20日から交番や防犯協会などを通じて無料配布することを取り決めている。この点検簿は家庭内にある刃物全部の名称・数・置き場所を記入するもので、警察官には家庭内の刃物を点検する権限がないことや、店で刃物が売られなくなると少年工などが刃物を自作することが増えると考えられることから、家庭内での自発的な管理を求めるものであった。

### 刃物の販売規制
1960年（昭和35年）12月7日に、大阪府警察防犯部は府内の全百貨店の代表を集めて開いた「在阪百貨店歳末防犯懇談会」で「刃物を持たない運動」への協力を要請し、飛び出しナイフと刃の固定機能付きのナイフの販売を中止すること、登山用ナイフの未成年者への販売は保護者の同伴がない限り行わないこと、好奇心をそそるような装飾ナイフの販売を自粛すること、更に、玩具のナイフの販売を中止することも申し合わせた。
東京都では、上野警察署管内の刃物販売業者約40軒が「刃物を持たない運動」に協力して、保護者が同伴するか住所氏名を明らかにしなければ未成年者に販売しないことを申し合わせ、運動開始日の11月28日には、上野駅附近の刃物店・荒物屋・文房具店で一斉に「青少年に刃物を売りません」と宣言する紙を張り出した。大崎警察署管内では金物店・文房具店・運動具店主31人が、飛び出しナイフや登山用ナイフは保護者の同伴なしでは青少年には売らないことを申し合わせた。
警察庁警視正の乗本正名によると、各地のデパートなどでは少年に飛び出しナイフなどの「危険な刃物」を売らないことにしたところもあったという。また神奈川県では刃物販売業者が、保護者の同伴していない少年に刃物を売らぬこと、万一売る場合には身分証明書の提出と使用目的の確認を求めることを申し合わせたほか、全国の刃物の8割を生産する岐阜県関市の刃物製造業者は飛び出しナイフについて、刃先を丸くする、両刃のものを作らない、などといった以下の事項を申し合わせた。
また、大阪府下の刃物業界でも、以下の事項を申し合わせている。

### 鉛筆削り器の配布
強力に推進された「刃物を持たない運動」の影響を受けて、鉛筆削り器のメーカーにはにわかに注文が殺到した。それまでの鉛筆削り器は高価でありながら耐久力が低く、安価なナイフが専ら使用されていたが、技術の改良と刃物追放運動の展開を受けて、教育委員会や小中学校からの1000台単位にも及ぶ注文、折しもクリスマスや年末年始の贈答用の商店からの注文が押し寄せ、各社では新規の注文受付を停止するほどの活況を示した。
千葉県下では文房具店などで鉛筆削り器の注文が殺到し、品切れとなる店舗も多数に上った。千葉市内のあるデパートでは前年には1日平均2台ほどしか売れなかったのが、「刃物を持たない運動」が始まった11月中旬から連日20台以上売れるようになり、12月24・25日にはクリスマスの贈り物にするためか、家族連れの客に120台ほど購入されたという。一方で市内のある金物店では、1ヶ月に30本ほど売れていた刃物が、10本程度しか売れなくなったとされる。
11月16日には、埼玉県加須市の加須小の4年生のあるクラスで、生徒が自主的に20円ずつ出し合って鉛筆削りを購入し、ナイフを学校に持ってこないことを取り決めたことが、28日に開かれた同小PTAの評議会の席上で報告されている。
また、11月29日までには、東京都の千代田区立西神田小学校に現れた50代ほどの男性が「お勉強に必要な鉛筆けずりを各学級に一台ずつお送りしますから、どうか危ない刃物やナイフの代りに使って下さい」との手紙を添えて14台の鉛筆削りを寄附するという出来事もあり、「一個千円以上もするのに困っていた」学校側は、早速各学級に備え付けている。
12月1日には、東京都荒川区の鉛筆シャープナー工業会の代表者6人が警視庁を訪れ、東京都防犯協会連合会に鉛筆削り1300個（自動式500個、手押式600個）を寄贈。連合会では都内の公立中学校へ配布することとした。
12月5日午後4時半頃には、東宝芸術座で『がしんたれ』に出演中の小中学生4人（中山千夏、土田早苗、日吉としやす、矢野重治）が警視庁の防犯課長のもとを訪れ、「舞台で刃物を使う場面がありますが、本当の生活ではこの運動に参加しています」として、出演料で買った鉛筆削り30台を寄附。警視庁では教育庁に依頼して分配するとされた。
12月12日までには、東京都の足立区役所及び教育委員会は、「刃物を持たない運動」に区を挙げて協力するためとして、予算140万円で鉛筆削り器を購入し、区内の全小中学校の全学級に一つずつ置くこととしたが、これは都内でも初めての試みであった。
長崎県佐世保市の九州時事新聞社では「刃物を持たない運動」の一環として「学校に鉛筆削り器を贈る募金運動」を提唱し、1961年（昭和36年）1月25日 - 3月末にかけて、市内のロータリークラブ、防犯組合連合会、PTA連合会などの協賛を得ながら運動を展開した。

### 映画の表現規制
「刃物を持たない運動」の排除の対象は現実の刃物に留まらず、創作物にも及んだ。運動開始当初に中央青少年問題協議会が策定した運動趣旨も「有害映画、放送、出版物およびがん具刃物等を排除するため、次の措置を講ずることが望ましいこと」という項目が立てられ、「殺人、暴行等の場面を刺激的に描写し、青少年に刃物等を持つことを模倣させ、または人命軽視の傾向を生むようなおそれのある映画、テレビおよびラジオ放送、紙芝居、マンガその他の出版物等を排除するよう関係業者の協力を求めること」「青少年に有害な刃物、がん具等を排除するため製作、販売業者の協力を求めること」の2点を挙げている。
前述の八大都道府県防犯部長会議会議では「テレビの危険な番組」を調査した結果「刺激的な番組」「殺人の場面」がいかに多かったかが報告され、今後中央青少年問題協議会が中心となり、各テレビ局や映倫に「自粛」を申し入れることが決められた。また熱心に運動を推進した婦人団体の内、大阪の婦人団体は「"殺人"などのきわどい場面を放送している民間テレビのスポンサーに対し"ハガキ戦術"を展開 "不買宣告"を行うことを検討している」と報道されている。
12月13日の夜、映倫管理委員会は日活・東映・大映・松竹・東宝の6社の映画製作担当重役と協議を行い、暴力追放のみならず「刃物を持たない運動」にも全面協力することを取り決め、14日に発表している。ここでは「人命尊重」の立場から、「たとえ正義のための暴力行使であっても、殺人や刀による解決、悪の生態、殺人描写が過剰にならないようにする」「『殺し屋』的な人間が場面に横行したり、殺人描写が刺激的にならないように気をつける」「刃物、ピストルなどの腕前を競うような描写を避ける」「乱射、乱撃などの影響についても十分留意する」ことが決められた。
日本放送協会（NHK）でも「刃物を持たない運動」への協力として、1960年（昭和35年）秋から、テレビ番組では刃物などによる露骨な殺傷シーンは一切描写しないことを決定している。
こうして「刃物を持たない運動」は映画制作に大きな影響を及ぼすこととなり、松竹の映画『悪の華』は幾つかの殺しの手口を見せ場にする予定であったのが、撮影済のフィルムの多くをカットして上映されることとなった。東映の『警視庁物語』シリーズの映画『警視庁物語 不在証明』や『警視庁物語 十五才の女』では、「刃物を持たない運動」の横断幕やポスターが何度も画面に登場している。また、東宝の『情無用の罠』ではシナリオに急遽変更が加えられ、殺人の濡れ衣を着せられた登場人物がピストルで相手を撃つという場面で、武器がスパナに変えられた上、直前に飛び出してきた刑事が「あとは警察にまかせろ」と攻撃を阻止する、というものに変更された。

### 映画・歌謡・パレード他
東京都で運動が開始された1960年（昭和35年）11月28日には「映画を通じてわかりやすくPRしよう」との目的で、愛宕警察署の署員や住民らが制作した約20分の防犯映画「刃物は危ない」が完成し、署内で試写会を開いた後、管内の愛宕中学校1、2年生500人を集めて上映された。映画は、偶然刃物を持っていたために友人を殺してしまった少年の話から始まるもので、運動の期間中、管内の小中学校、婦人会、町内会などを巡回して上映することとされた。
また、同日から警視庁と埼玉県警では1週間に渡って多様なPR運動で「刃物を持たない運動」を盛り上げることにし、26日にはこれに先立って、東京都内で二つの運動が行われた。一つは同日午後に中央区越前堀の中央商業高等学校（現・中央学院大学中央高等学校）の生徒約50人によって行われたパレードで、「やめよう刃物の持ち歩き」と書いた幟を立て、ブラスバンドを先頭に、地元のボーイスカウトや中央母の会会員らも加わって行進した。通行人に風船や万国旗を配りながら、八重洲口から日本橋の都電通りを通り、坂本公園までを行進した。もう一つは午後2時から北区役所公会堂で開催された、歌謡曲「刃物のいらぬ街」の発表会で、王子警察署と地元防犯協会の主催で開催された。「お説教調より、歌を通じて運動を家庭に持ち込め」という目的で行われたもので、同月上旬から管内の住民や署員から歌詞を募り、入選した王子署警備係の当時27歳の男性のものを、作曲家の新井由紀男が「軽い音頭風」にまとめて完成した曲が披露された。
文京区内のそば・うどん店77軒も「刃物を持たない運動」に協力するとして、出前の際に薬味にかぶせる紙に「やめよう刃物の持ち歩き」と印刷したものを11月28日までに約20万枚用意し、12月4日までの運動期間中、これを使用して各家庭に届けるとした。
1961年（昭和36年）1月7日朝には、中野区の「刃物を持たない運動推進本部」が新年こども大会を区の公会堂で開き、区内の少年少女団体30数団体に所属する児童らが、目抜き通りで刃物追放を訴えるパレードを行っている。児童らは計約1000人で、「刃物の持ち歩きは一切やめましょう」と書いたプラカード、日の丸、幟などを掲げて宮園通り、昭和通りなどを行進した。

## 結果と賛否

### 少年犯罪・凶器所持は減少
12月4日に一旦「刃物を持たない運動」が終了した時点で、運動は「予想外の盛り上がり」を見せたとされ、期間中に警察庁が検挙した刃物の犯罪は、所持違反も含め僅か200人で、補導の対象となった青少年9115人の内、刃物を所持していたのは普段の50パーセントから激減して4パーセント（358人）となった。一方で『毎日新聞』は「だが、刃物の犯罪は期間中もかなり発生した。このことは"刃物追放"運動がカケ声や、官製運動では決して解決しないことを示していよう」としている。
警視庁少年課がまとめた統計では、「刃物を持たない運動」以来、少年の凶悪・粗暴犯が15 - 20パーセント減少していることが判明している。1959年（昭和34年）の11月・12月の警視庁管内で補導された暴力犯の少年は1439人、その内凶器を所持していた者は472人だったが、1960年（昭和35年）の同期は暴力犯1185人、凶器所持407人で、それぞれ18パーセント・14パーセント減少し、同時期の殺人・強盗殺人などの凶悪犯も、119人から89人となった。また、1959年（昭和34年）11月に刃物所持で補導された少年は225人、12月は247人だったが、1960年（昭和35年）の同期は271人、136人で、運動が展開されるにつれ50パーセント減少していた。
1961年（昭和36年）7月1日から開始された「夏の防犯運動」の際に警視庁少年課が取りまとめた同年上半期の少年犯罪統計では、刃物を持つ少年の数が激減し、刃物所持で補導された少年は前年の約半分の約400人に留まった。「刃物を持たない運動」により、各家庭の刃物約5万点が供出されたことが影響していると考えられた。
8月に『警察研究』が掲載した統計では、運動期間中に警察へ自発的に提出された刃物等の数は合計31,778点（携帯を規制されているもの5,102点、規制されていないもの26,676点）であった。内訳は携帯を規制されているものが、刀剣2,706点、匕首及びその類似品1,467点、飛び出しナイフ（刃渡り5.5センチ超過）166点、銃砲763点。携帯を規制されていないものが、飛び出しナイフ（刃渡り5.5センチ以下）1,294点、登山ナイフ及びジャックナイフ1,536点、その他のナイフ6,683点、その他の刃物14,274点、その他の危険物2,889点であった。また、期間中に銃刀法違反や軽犯罪法違反、または犯罪に刃物を使用して検挙・補導された者の数は少年4,344名、成人702名の計5,046名で、これらの者からは5,014点の刃物等が差押え・領置された。

### 運動への批判
『読売新聞』は12月9日の紙面で、町の指導者を務めているため、運動と仕事の板挟みの立場となっている刃物業者を取り上げた「刃物屋さんは今様ハムレット」との記事を掲載し、また「青少年に必要のない刃物を持たせないというのはわかりますよ。しかし"刃物を持たない運動"とはなんですか。そんな表現ってありますか。刃物を持たないで、われわれは一日も暮らせませんよ。いまの勢いならお客は必要な包丁さえ新規に買うのを手控えますよ。どうしてくれるんですかい、あたしたちの商売をさ…」という刃物業者の声を伝えている。
また12月19日の紙面では「刃物に責任はない 追放より心構えを 根本は周辺の暴力根絶」との見出しの記事を掲載し、「刃物を持たない・持たせない運動と並行して、もっと積極的に刃物を悪用する青少年の実体とその原因を追及し、教育的によりよい指導を与えてやることが必要ではないだろうか」「必要なのは、やはり少年たちに対するあたたかい思いやり、愛情なのである。刃物を持たない・持たせない運動も、この愛情と思いやりがない限り、それは「ツノをためてウシを殺す」運動、あるいは一時的に問題をとりつくろう「コウヤク運動」に終わりかねないだろう」と述べている。
評論家の丸岡秀子は、「刃物による犯罪が起こった場合、その子どもの気持ちや環境も考えないで、つまりそういう行動を子どもにとらせたものはなにかという原因、責任の所在を追及しないで、刃物だけに責任を持たせるのは間違い。だれが少年をそうさせたのかを考え、いろんな角度からおとなが責任をとる道をつけるのでなければ、問題は根本的には解決しないのではないか」と述べている。
『朝日新聞』も1961年（昭和36年）2月14日の「〈今日の問題〉刃物追放の論理」で、「刃物追放運動に水をかける気は毛頭ない」としつつも、運動が始まってからも嶋中事件を初めとする青少年の刃物沙汰は後を絶たないと指摘し、「この追放というのは "持たない、売らない、持たせない" の "3ない" に尽きると思うが、これはどこか往年の "べからず主義" を連想させる。（中略）反抗期といわれる青少年には、逆に反発させる一面とさえなりかねない」「本当はナイフを凶器にする犯罪性、人をあやめるものでないナイフの持ち方を、しつっこく教えこむほかはないのである。ナイフだけ取り上げても凶器に化けるものは、いくらでもあるからだ。否定消極の刃物追放の論理は、だから根本的な解決にならないのではないか」と指摘している。

### 刃物製造業者への打撃
『東京新聞』は1961年（昭和36年）2月7日の記事で、東京の上野駅近くの刃物店の「あれ以来、店の売上げは二、三割減りましたよ。あんまり"刃物を持つな"って宣伝するもんだから。問題になった飛び出しナイフや登山ナイフばかりでなく、家庭の台所で必要な刃物まで売れなくなりましたよ」との声を紹介し、運動が始まった当初、青少年に刃物を売らないことを申し合わせて店頭に掲げていた断り書きも「趣旨はわかってるけれどこんなものをいつまでもはっておいたら商売になりませんよ」と、既に剥がしていることを伝えている。
岐阜県関市の刃物製造業者は、運動への協力として前述のように「刃先を丸くする」ことなどを申し合わせたが、登山ナイフなどが返品され始めると「事業を縮小するか、デザインでも変えなければ倒産だ」「いや警察や運動のPRが悪いからだ」と「大騒ぎ」になった。特に運動で排撃の対象となった飛び出しナイフ、登山ナイフ、ポケットナイフを中心に返品が相次ぎ、注文が減ると共に、家庭用の包丁類の注文まで巻き添えを食う形で減少した。市の商工観光課で調査したところ、返品で被った損害は約163万円で、注文の取り消しや減少を含めると約700万円に上った。業界から陳情を受けた市は、関金属工業協会が建設を計画している圧延機などの高度な共同施設に補助金を出すなどして、支援を行うとした。
兵庫県三木市ではかつて、鉛筆削りなどに子供にも使用され、広く親しまれた折畳み式ナイフ「肥後守」を数十の業者が製造しており、最盛期の1950年代前半には市内では約40業者が、月産100万丁を生産していた。しかし刃物追放運動によって問屋からの返品が相次ぎ、運動の最中の時点で、業者は約10軒に激減している。
こうした状況を受け、日本社会党の衆議院議員である田中武夫は1961年（昭和36年）2月28日、第38回国会に際して「刃物追放運動に伴う中小零細企業の救済に関する質問主意書」を提出。「町の刃物店は年末から軒並みに売り上げが三割に減じ、返品が殺到する全国各産地の刃物工場は、在庫激増で閉鎖寸前にまで立ち至り、整理された従業員が自殺する騒ぎまで生じており、その経営が危たいにひんし、深刻な問題となつている。」と述べ、以下の3点を質問した。
この質問に対し、内閣総理大臣の池田勇人は「衆議院議員田中武夫君提出刃物追放運動に伴う中小零細企業の救済に関する質問に対する答弁書」で次のように回答した。
「刃物を持たない運動」は1年間で終了したが、鉛筆削り器が普及したこともあり、その後も肥後守の生産は衰退する一方だった。2012年（平成24年）の時点では、肥後守の製造業者は「永尾駒製作所」の1社のみとなっている。「永尾駒製作所」の職人は「刃物を持たない運動」を、「零細な我々を吹っ飛ばした猛烈な運動でした」と振り返っている。

### 刃物の使用機会減少
子供たちから刃物の使用機会を取り上げることに対しては批判もあり、大阪大学工学部の津和秀夫は1974年（昭和49年）の論考で「刃物を持たない運動」を批判し、「何故子供がナイフを持ったらいけないのか。ナイフが平和的でないというなら、料理庖丁や裁縫鋏みはどうする。平和のために、料理、裁縫を止めてしまえという馬鹿者はいないだろう」「……もっと恐れることは、子供達がナイフを使うことを忘れ去ることである。刃物は人類にとって、その生存の最初から伝わる基本的な道具である。（中略）その刃物を、次の時代を背負うべき子供の手から取り上げようというのである」と述べている。
弘前大学の冨田晃は、戦前から戦後しばらくまでは殆どの児童が小学校で小刀を使用していたが、1955-64年生まれで一気に使用率が減少していることを指摘し、考えられる原因として高度経済成長により、必要な物は作るのではなく買って済ませるようになったことと共に、「刃物を持たない運動」を挙げている。1970年代から1980年頃にかけては、子供の手先が不器用になってきたことが社会で問題視され、小刀の使用を復活させる動きも現れたが、これも長続きはしなかった。
また冨田は、「刃物を持たない運動」が展開された1960年（昭和35年）頃を起点に、小学校で刃物を使った際に怪我をする児童が急増していることを指摘している。この調査によれば、戦前から1945-54年生まれでは怪我をする児童の数は20パーセント程度であったが、20年間で急増し、1965-73年生まれでは49.3パーセントにも上っていた。冨田は「……児童たちの日常から刃物は遠ざけられ、必要なものは買って済ませ、自らものを作る文化が衰退した。日常生活で刃物を使う機会を失った子どもたちは、慣れない刃物を図画工作科の授業で使うことになり、授業で刃物を使う度に高い確率でケガをするようになったのだろう」と述べている。